# 卡罗琳·戴恩内奇
卡罗琳·朱莉娅·戴恩内奇，金保頓的蘭卡斯特男爵夫人（英語：Caroline Julia Dinenage, Baroness Lancaster of Kimbolton；1971年10月28日—）是一位英国政治人物，保守党党员，现任英国下议院戈斯波特选区议员、卫生部卫生和社会关怀副大臣。
曾任工作和养老金部家庭扶植住房和儿童保育政务次官，教育部女性平权和青年政务次官兼司法部政务次官，教育大臣妮基·摩根国会私人秘书等职。

## 早年经历
戴恩内奇生于1971年10月28日，其父弗雷德·戴恩内奇为电视节目主持人。她大部分时间都住在汉普郡南部。
她中学就读于滑铁卢维尔奥克兰天主教学校，现任国际发展大臣彭妮·莫当特也曾读于该校。后入斯旺西大学学习政治学和英文。
戴恩内奇曾任戴恩内奇斯有限公司的董事兼公司秘书，该司为根据企业形象设计特许经营合同供应和经销企业形象产品的私人有限公司。2010年她宣布将自己持有的公司股份减少四分之一，但其所持有股权仍有15%，2015年她转让了剩余股权。
戴恩内奇的政治事业始于在温彻斯特，她任该市议会议员五年，2003年辞职。她在2005年大选中成为南朴茨茅斯选区保守党候选人，以33.9％的选票名列第二未能当选。

## 个人生活
戴恩内奇前夫Carlos Garetta为英国皇家海军军官，育有两个孩子。2014年2月，她与保守党同事马克·兰开斯特结婚。她是朴茨茅斯足球俱乐部终身支持者。